# Сухі вічнозелені ліси Замбезії
Сухі вічнозелені ліси Замбезії (ідентифікатор WWF: AT0203) — афротропічний екорегіон тропічних та субтропічних сухих широколистяних лісів, розташований в Південній Африці.

## Географія
Екорегіон сухих вічнозелених лісів Замбезії охоплює пагорби, розташовані в регіоні Баротселенду на заході Замбії та на крайньому сході Анголи, в долинах річок Замбезі, Кабомпо та Лунгвебунгу, переважно на висоті від 1100 до 1200 м над рівнем моря. На заході екорегіон переходить у луки Західної Замбезії, заболочування яких пригнічує ріст дерев. На південний захід від регіону розташована заплава Баротсе, яка є частиною екорегіону затоплюваних луків Замбезії. На півночі та сході екорегіон переходить у міомбові рідколісся Центральної Замбезії.
З геологічної точки зору основу регіону складають глибокі калахарійські піски, піщані дюни, що утворилися в плейстоцені. Вони можуть залягати на глибині понад 60 м і мають великий запас підземних вод, хоча більшість дамбо, невеликих сезонних водно-болотних угідь, розкиданих по регіону, є сухими протягом всього року. Загалом екорегіон характеризується браком поверхневих вод, що в поєднанні з низьким вмістом поживних речовин в його ґрунтах, пояснює дуже низьку густоту населення регіону.

## Клімат
В межах екорегіону переважає вологий субтропічний клімат (Cwa за класифікацією кліматів Кеппена). Середньорічна температура коливається від 20 до 22 °C, середня максимальна температура — від 28 до 30 °C, а середня мінімальна температура — від 7 до 8 °C. Середньорічна кількість опадів коливається від 800 до 1200 мм. З серпня по жовтень триває спекотний сухий сезон, з листопада по квітень — спекотний вологий сезон, а з травня по липень — прохолодний сухий сезон.

## Флора
Основними рослинними угрупованнями екорегіону є сухі вічнозелені ліси, які складають одну з найбільших ділянок вічнозелених лісів в Африці поза межами екваторіального поясу. Ці ліси є перехідними між гвінейсько-конголезькими дощовими лісами та рідколіссями Замбезії. Флора лісів регіону включає гвінейсько-конголезькі та афромонтанські сполучні види, хоча більшість з них вразливі до лісових пожеж, тому загалом їх не дуже багато. Загалом ліси екорегіону флористично бідніші та простіші за структурою, ніж дощові ліси. За винятком кількох емерджентних видів, більшість дерев регіону рідко перевищують 25 м у висоту.
В лісах екорегіону домінують дерева мавунда (Cryptosepalum exfoliatum subsp. pseudotaxus), які подекуди формують моновидові насадження. Співдомінантами часто виступають родезійські копалові дерева (Guibourtia coleosperma), деревина яких високо цінується. На сході екорегіону також зустрічаються зеброві дерева (Brachystegia spiciformis), довголисті брахістегії (Brachystegia longifolia) та мопанові дерева (Colophospermum mopane). Серед інших дерев, що зустрічаються в лісах регіону, слід відзначити пишноцвіту брахістегію (Brachystegia floribunda), гвінейський сизигіум (Syzygium guineense subsp. afromontanum), крилату берсаму (Bersama abyssinica), африканський еритрофлеум (Erythrophleum africanum) та маслинкоподібний комбретум (Combretum elaeagnoides). 
Підлісок щільний та заплутаний. Серед поширених в ньому ліан слід відзначити дрібнолистий комбретум (Combretum microphyllum), ангольську уварію (Uvaria angolensis), артаботрис Монтейро (Artabotrys monteiroae) та  різні види ландольфії (Landolphia spp.). В густому підліску зустрічаються епіфітні лишайники, а серед лісової підстилки, яка в більш густих лісах переважно вкрита мохами, подекуди росте трава. Після вирубки лісу на його місці можуть розвинутися майже непрохідні вторинні зарості, які включають велику кількість ліан, кущів та невеликих дерев. Розріджений трав'янистий підлісок ускладнює поширення пожежі, і у зрілих лісових насадженнях вогонь не є значним порушуючим фактором.

## Фауна
Серед поширених в екорегіоні ссавців слід відзначити жовтоспинного дуїкера (Cephalophus silvicultor), блакитного дуїкера (Philantomba monticola), чагарникову свиню (Potamochoerus larvatus), великого куду (Tragelaphus strepsiceros) та рідкісну гієнову собаку (Lycaon pictus). Також в лісах регіону зустрічаються саванні слони (Loxodonta africana) та африканські буйволи (Syncerus caffer). Серед майже ендемічних представників екорегіону слід відзначити смугасту трав'яну мишу Роузвіра (Lemniscomys roseveari).
Орнітофауна екорегіону включає понад 380 видів. Вона вирізняється високим різноманіттям, особливо помітним там, де порушення природного середовища призвело до формування мозаїки лісистих саван, хащів, чагарників, рідколісь та лісів. Серед поширених в екорегіоні птахів слід відзначити чубату цесарку (Guttera pucherani), оливкову зозулю-довгохвоста (Cercococcyx olivinus), червоночубого турако (Musophaga rossae), золотохвостого дятлика (Campethera abingoni), зеленокрилого дятлика (Campethera cailliautii), золотогузого барбіона (Pogoniulus bilineatus), жовтолобого барбіона (Pogoniulus chrysoconus), вохристого торо (Phyllastrephus cabanisi), пурпурового личинкоїда (Campephaga quiscalina), білобокого приріта (Batis molitor), ангольського приріта (Batis margaritae), східного монарха (Trochocercus cyanomelas), прямохвостого дронго (Dicrurus ludwigii), чорнолобого вюргера (Chlorophoneus nigrifrons), зеленого вюргера (Telophorus viridis), оливкового нектарика (Cyanomitra olivacea), лісового ткачика (Ploceus bicolor) та темнодзьобого астрильда (Glaucestrilda perreini). Ендеміком екорегіону є замбійський барбіон (Pogoniulus makawai).
В межах екорегіону зустрічається 34 види плазунів та 14 видів земноводних. Більшість плазунів регіону зустрічається на узліссях та на сонячних галявинах, натомість в глибині лісу мешкає небагато видів.

## Збереження
Оцінка 2017 року показала, що 6439 км², або 20 % екорегіону, є заповідними територіями. Основною природоохоронною територією екорегіону є Національний парк Західної Лунги в Замбії.